# Ланг, Иштван
Иштван Ланг (венг. István Láng; 1 марта 1933, Будапешт — 23 октября 2023) — венгерский композитор и педагог. В произведениях Ланга традиционные элементы венгерской музыки синтезированы с приёмами сериализма. В позднем творчестве Ланг обращался к циклическим формам и электронной музыке.

## Биография
Родился в Будапеште 1 марта 1933 года. Брал частные уроки музыки. Изучал композицию в Музыкальной академии имени Ференца с 1950 по 1958 год. Работал как свободный композитор. В 1958 году посетил музыкальный фестиваль «Варшавская осень», где познакомился с музыкой Карлхайнца Штокхаузена, Луиджи Ноно, Витольда Лутославского и Джона Кейджа. В 1963 году посещал Международные летние курсы новой музыки в Дармштадском университете, где читали лекции Штокхаузен, Дьёрдь Лигети, Пьер Булез и Лучано Берио.
Работал музыкальным ассистентом кинорежиссёра Кальмана Надашди, читал лекции в Академии театра и кино (1957—1960). В Государственном театре кукол работал музыкальным консультантом (1966 по 1984). С 1973 года преподавал на кафедре камерной музыки Академии имени Листа, позже избран профессором. Читал приглашённые лекции в Университете Колорадо (1973), Национальной консерватории музыки в Мехико (1985 и 1987), Университете Нью-Мексико (1988).
В период с 1970 по 1990 годы неоднократно был членом жюри международных конкурсов, иногда в качестве председателя жюри, в том числе хоровых конкурсов, конкурсов камерной музыки для духовых инструментов, конкурсов композиции. Был генеральным секретарём Ассоциации венгерских музыкантов (1978—1990), был членом исполнительных комитетов Международного общества современной музыки (ISCM) (1984—1987) и Международного музыкального совета (ЮНЕСКО) (1989—1993).
Умер 23 октября 2023 года в возрасте 90 лет.

## Награды
Иштван Ланг — двукратный обладатель премии имени Ференца Эркеля — в 1968 и 1975 годах. В 1985 году отмечен почётным званием «Заслуженный артист Венгрии». В 1994 году получил премию Бартока — Пастори, а в 2005 — премию Ассоциации венгерского бюро авторских прав Артизиус.
Награждён командорским крестом ордена Заслуг в 2009 году.

## Творчество
Ланг сочинял симфоническую и камерную музыку, включая электроакустическую музыку, произведения для сцены. Склонность к театральности в музыке Ланга проявляется даже в инструментальных произведениях, которые композитор наделял «драматургическим смыслом».
На раннем этапе зрелого творчества Ланг использовал технику сериализма, вошедшую в моду в начале 1960—х и демонстрирующую влияние Булеза и Шёнберга. При этом Ланг умело и эффективно объединял этот стиль с традиционными венгерскими элементами, заимствованными у Бартока, во всех областях — мелодии, гармонии, ритме и текстуре. Наиболее ярко такой синтез продемонстрирован в «Вариациях и аллегро» (1965). Музыка этого периода отмечена увлечением театром, даже в камерных и сольных инструментальных произведениях, таких как Монодия для кларнета, предназначенная для сценического или концертного исполнения. Другими важными произведениями шестидесятых годов являются два квинтета для духовых инструментов (1963 и 1966), балет по пьесе Томаса Манна «Марио и волшебник» (1962) и камерная кантата на слова Аттилы Йожефа (1962). Другой особенностью стиля Ланга является использование циклической формы, и его поздняя музыка, как правило, состоит из последовательностей коротких частей, построенных из небольших мотивов, которые он назвал «микроорганизмами». Эти черты прослеживаются, например, в квинтете для духовых инструментов № 2 (1966) и струнном квартете № 3 (1978). В таких произведениях части часто связаны импровизационными сольными интермедиями, как в струнном квартете № 2 (1966). В некоторых произведениях, например, «Похоронной музыке» и Laudate hominem, для определения пропорций частей использовались математические ряды, такие как последовательность Фибоначчи.
Ланг обращался к электронной музыке еще в 1974 году («Пространственные метаморфозы»), но серьёзно занялся разработкой этого жанра только в конце 1990-х. Например, в Esteledés (1997) электроника используется для манипулирования звуками трубы и корейского колокола. Более поздние произведения, в которых используется электроника, — Capriccio metronomico для магнитофона (2001) и камерная кантата № 3 «No Man Is an Island» на слова Джона Донна (2001) для сопрано, пяти инструментов и магнитофона.
Источники:
Сценические произведения
Балеты
- Mario és a varázsló («Марио и волшебник», 1962)
- Hiperbola («Гипербола», 1963)
- Monódia («Монодия», 1965)
- Lebukott («Заключённый», 1968)
- Veronai szerelmesek mártíriuma («Страдания веронских любовников» по мотивам «Ромео и Джульетты», 1969)
- Csillagratörők («Звёздные воины», 1971)

Оперы
- Pathelin mester («Мастер Пателин», 1958)
- Bernarda Alba háza («Дом Бернарды Альбы», 1959)
- A nagy drámaíró («Великий драматург», 1960, ред. 1973)
- A gyáva («Трус», 1964—1967, ред. 1998)
- Álom a színházról («Мечта о театре», 1980—1981)
- Bekerítve («В окружении», 1988—1989)

Кантаты
- Laudate Hominem («Славьте Господа», 1968)
- In Memoriam N.N. (1971)
- Gyémánt a föld porában («Алмаз в земной пыли», 2004)

Оркестровые произведения
для оркестра
- Скрипичный концерт (1960)
- Вариации и Аллегро (1961, ред. 1964—1965)
- Frammento grazioso (пьеса для оркестра) (1968)
- Похоронная музыка (1969)
- Három mondat a Rómeó és Júliából vonószenekarra (Три сцены из «Ромео и Джульетты» для струнного оркестра, 1969—1970)
- Arckép belülről («Портрет изнутри» — монолог и интермедия из оперы «Трус» для альта и оркестра, 1970)
- Симфония (1972—1974)
- Ecloga («Эклога», 1976)
- Симфония № 3 (1981—1982)
- Симфония (1983)
- Három Zenekari Dal (Три оркестровые песни, 1984—1985)
- Симфония (1991—1992)
- Симфония для 39 струнных (1993—1994)
- Симфония № 7 (1995—1997)
- Abbahagyott bekezdések («Заброшенные абзацы», 2002—2003)
- Адажио для молодёжного струнного оркестра (2004)
- Ad Nominem Mahler («Посвящение Малеру», 2005—2006)
- Симфониетта (2008—2009)
- Szoros Kapcsolatok («Закрытые состязания», 2012—2013)
- Jelenetzüzér («Струна сцены», 2016)
- Újragondolások («Переосмысление», 2017)
- Mozzanatok («Моменты», 2019—2020)

для солиста с оркестром
- Концерт для скрипки (1957)
- Концертино для ксилофона (1961)
- Impulsioni для гобоя и камерного ансамбля (1969)
- Concerto bucolico для валторны и оркестра (1970—1971)
- Концерт для скрипки (1976—1977)
- Pezzo lirico для гобоя и арфы (1985)
- Концерт для органа (1987)
- Cimbiosis для цимбал и камерного ансамбля (1991)
- Cimbiofonia для цимбал и оркестра (2012)

для дуэта и оркестра
- Двойной концерт для кларнета и арфы (1979—1980)

камерные ансамбли
- Камерная кантата (1962)
- 5 эпиграмм (1963?, ред. 1967)
- Музыка 2-4-3 (1979)
- Iocaste — камерная кантата № 2 (1979)
- Zénóphonia для ансамбля ударных инструментов (1984)
- Felkiáltások («Восклицания», 2011)

Камерная музыка
- Трио для скрипки, альта и виолончели (1958—1959)
- Струнный квартет № 1 (1961)
- Дуэт для флейт (1963)
- Ritornelli («Ритурнели», 1963?)
- Квинтет для духовых инструментов № 1 (1964)
- Квинтет для духовых инструментов № 2 Trasfigurazioni («Трансфигурации», 1965)
- 5 маленьких пьес для скрипки и фортепиано (1965)
- Струнный квартет № 2 (1966, ред. 1978)
- Рондино для цимбал с аккомпанементом (1971?)
- Cassazione для 3 труб, 2 тромбонов и тубы (1971)
- «Фрагменты» для меццо-сопрано, гобоя, фагота и арфы (1971—1972)
- Дуэт для труб (1972)
- «Рифмы» для камерного ансамбля (1972)
- Constellations («Сотрудничество») для гобоя и струнного трио (1974—1975)
- Квинтет для духовых инструментов № 3 (1975)
- 5 коротких пьес для ансамбля медных духовых инструментов (1975)
- «Волны» № 1 для сопрано и вибрафона (1975)
- «Волны» № 2 для цимбал, гитары и флейты (1975)
- «Две прелюдии к одной постлюдии» для фагота и струнного трио (1977)
- Струнный квартет № 3 (1978)
- Прелюдия, 3 движения и постлюдия для ансамбля медных духовых инструментов (1980)
- Lento для ансамбля медных духовых инструментов (1983)
- Chagall elszáll az ő alvó Vityebszkje fölött («Полёт Шагала над спящим Витебском») для квартета ударных инструментов (1985)
- Affetti для струнного трио и арфы (1986)
- Intarzia на тему Бартока для струнного трио (1989)
- Amadeus mit Igor in Osmindorf bei Basel для двух валторн и струнного квартета (1989)
- Fafló és Flófa fabatkái («Летучие мыши Фафло и Флофа») для флейты и фортепиано (1989)
- «Волны» № 3 для флейты и цимбал (1989)
- Соната для скрипки и фортепиано (1990)
- Соната для виолончели и фортепиано (1992-19930)
- Csomók a vonalon («Узелки на линии») для двух флейт и виолончели (1993)
- Viviofa для альта, фагота и вибрафона (1995)
- 3 наброска для скрипки и тромбона (1999)
- Movimento для скрипки и органа (2001)
- Movimento для цимбал и органа (2001)
- Sempre in tensione для флейты, скрипки и альта (2002)
- Veemenza Assai для трио деревянных духовых инструментов (2004)
- Ívek a térben («Дуги в пространстве») для двух виолончелей (2005)
- «Волны» № 4 для скрипки и цимбал (2006)
- Broken Consort («Брошенный супруг») для саксофона, гитары и альта (2007)
- Ottorgano для органа и духового секстета (2009)
- Die letzten Stätze для цимбал, флейты, кларнета, альта и виолончели (2010)
- ConcerDUOtante для тромбона и цимбал (2010)
- Ívek a térben («Дуги в пространстве») № 2 для флейты и контрабаса (2012)
- * Ívek a térben («Дуги в пространстве») № 3 для цимбал и контрабаса (2012)
- Fuvolavonal для 4-х флейт и 2-х исполнителей (2013)
- Perpetum mobile № 2 для цимбал и виолончели (2014)
- Mondatok («Последовательности») — камерная кантата № 5 (2014)
- Lüktető szálak («Пульсирующие нити») для саксофона и арфы (2015)
- 4 пьесы для фортепиано в 4 руки (2016)
- Csend ("Молчание") для флейты и ударного трио (2016)
- 5 багателей для фортепиано в 4 руки (2017)
- Áramlások («Потоки») для камерного ансамбля (2017)
- Rajzolatok («Рисунки») — 6 пьес для фортепиано в 4 руки (2018)
- Маленькая сюита для фортепиано в 4 руки (2019)
- Прелюдия к ненаписанной поэме Отто Орбана для флейты и фагота (2019)
- 3 микролюдии для фортепиано в 4 руки (2020)

Инструментальная музыка
- Соната для виолончели (1960)
- 5 багателей для фортепиано (1961)
- Монодия для кларнета (1965)
- Dramma breve для флейты (1970)
- Интермеццо для фортепиано (1972)
- «Вспышки» для скрипки (1973)
- Импровизация для цимбал (1973)
- Монолог для валторны (1974)
- Соло для басовой флейты (1975)
- Láncolat («Конкатенации») для фортепиано (1975—1976)
- poco a poco dim. для трубы (1977)
- Organissimo для органа (1982)
- Soliloquium для цимбал (1982)
- Libero для тромбона (1984)
- 4 пьес для 4 тимпанов (1984)
- Aria di coloratura для тубы (1984)
- Около 6 минут для бас-кларнета (1985)
- Linea melodica для гобоя (1987)
- Три скетча для фортепиано (1988)
- «Интерполяции» для фагота (1988)
- Harphonia для арфы (1990)
- 5 коротких пьес для тромбона (1991)
- C.A.G.E. Notes для фортепиано (1992)
- Canto для флейты (1994)
- Третья версия соло для арфы (1936)
- Прелюдия для флейты-пикколо (1997)
- Hét Haiku («Семь хайку») для фортепиано (1999)
- «Воспоминания» для альта (2000)
- Ist es möglich ohne B-A-C-H? для цимбал (2000)
- Sassonanti для альт-саксофона (2000)
- Senza Forte для органа (2006)
- A szökőhónap napjai («Дни високосного месяца») для фортепиано (2007)
- Concitato для гитары (2010)
- «Жесты» для органа (2011)
- Pezzo strepitoso для контрабаса (2013)
- Вариации на тему для английского рожка (2015)
- Staccatissimi для флейты (2015)
- Hasonlóságok («Подобия») для скрипки (2015), для альта (2016)
- Cello sms для виолончели (2017)

Электроакустическая музыка
- Felületátalakítás («Пространственные метаморфозы») (1974)
- Off and On для арфы и электроники, первая версия (1994—1995)
  - вторая версия (1994—1995)
- Esteledés («Сумерки», 1996)
- Lebegés («Левитация», 1997)
- Találkozás egy fiatalemberrel («Встреча с молодым человеком», 1997)
- Capriccio metronomico для магнитофона (1997—1998)
- Concertino для сопрано в записи и электроники (1999)
- Budapest Liszt Ferenc tér («Площадь Ференца Листа в Будапеште») для магнитофона (2000)
- No Man Is an Land, Intire of It Selfe — камерная кантата № 3 (2001)
- A kráter hangjai («Колокола кратера», 2001)
- Vibráló tárgy parabola pályán («Вибрирующий объект на параболе») — для 13 музыкантов с электроакустическим оборудованием (2003)
- Inquieto (2004—2005)
- Suonitrascolori № 1 (2005)
- Suonitrascolori № 2 (2006)
- Félbeszakított folyamatok («Прерванный процесс» (2006—2007)
- Zaklatott áramlások («Турбулентные потоки», 2008
- A barbárokra várva («В ожидании варваров») — камерная кантата № 4 (2009—2010)
- Line before Background (2019)

Вокальная музыка
для голоса в сопровождении фортепиано
- 3 песни на стихи Аттилы Йожефа (1956)
- 3 китайских эпиграммы (1958?)
- Őszi Alkonyat («Осенние сумерки», 1958?)
- Песни Лорки (1961, ред. 2000)
- Arany hálóban («В золотой сети», 1963)
- Kiáltásnyi csend («Кричащая тишина») — 3 песни на стихи Шандора Ракоша (1969, ред. 2005)
- A fa («Дерево», 2018—2019)

для хора
- Borivóknak való («Любителям вина», 1954)
- Az új isten («Новый Бог», 1957)
- Bájoló («Очарование», 1959)
- Bacchushoz («Вакху», 1960?)
- Jövőnk felé («В будущее», 1960)
- Gyászdal («Утренняя песня», 1961)
- Új örömre ébredj («Проснись для новой радости», 1962)
- Dal a háború vámszedőiről («Песня о гиенах войны», 1962)
- Lángol a neon («Пылающий неон», 1962
- Jaj de árva ez az erdő («Девственный лес», 1963?)
- Ha a világ rigó lenne («Если б мир был дроздом», 1963)
- Jöjj május («Приходи в мае», 1963)
- Kimenő («Выходной», 1963—1964)
- Свадебная песня (1965)
- Április ünnepén («Апрельский праздник», 1966)
- Október emléke («Память октября», 1966)
- Fohász («Мольба», 1969)
- Утренняя песня и хоровод (1971)
- Mondatok («Последовательности», 1973)
- VIT 1973 («1973 год», 1973)
- Tűz («Огонь», 1974)
- Míg lélegzel ("Пока ты дышишь, 1974)
- Évődés («Шутка», 1961)
- Lepkenóta («Бабочка», 1961)
- Серенада (1961)
- Tengeritörés («Кораблекрушение», 1963)
- Tánccal és dallal («С песней и танцем», 1964)
- Táncnóta (1964)

Музыка к спектаклям и кинофильмам
- A fekete korsó (1956)
- A debreceni jurátus (1956—1957)
- Faust ("Фауст", 1957)
- Szadkó (1957)
- Paprikajancsi (1957)
- Lajos király válik (1957)
- A sevillai borbély («Севильский цирюльник», 1958)
- Az 1002. éjszaka (1958)
- Az Aranyzászló titka (1958)
- A telhetetlen méhecske (1959)
- Koldus és királyfi («Принц и нищий», 1960)
- Legénypróba (1960)
- Mirandolina ("Мирандолина", 1961)
- A Nagy Ékszerész (1961)
- Autószalon (1961?)
- Riadó (1961)
- Szeleburdi Róka Rudi a cirkuszban (1961)
- Róka Rudi a Balatonon (1961)
- A bűvös tűzszerszám («Огниво», 1962)
- Pathelin mester (1962)
- Don Perlimpin és Belisa szerelme a kerben (1962)
- Egyiptomi történet (1962)
- A néma mesterek beszélnek (1962)
- A Pál utcai fiúk (1963)
- V. Frank (1963)
- Tücsök (1963)
- Rosina kisasszony («Донья Росита», 1964)
- Apák iskolája («Школа мужей», 1964)
- Karácsonyi ének («Рождественская песнь», 1964)
- Hajnaltól délig (1964)
- Tolakodók (1965)
- Nyár és füst (1965)
- Tükrös (1965—1967)
- Kacsalaki rejtély (1966)
- A portugál királynő (1966)
- Sirály («Чайка», 1966)
- Mózes (1966)
- Scapin furfangjai, Kénytelen házasság (1966)
- Legyek (1966)
- Az első esztendő (1966)
- A sárkány («Дракон», 1967)
- Ha elmondod, letagadom (1967)
- Nem várok holnapig (1967)
- Sziget (1968)
- Rubinvirág (1968)
- Valaki csenget (1968)
- Viaszvarázslat (1968)
- Hétköznapi ballada (1969)
- Az elmaradt nyugat (1970)
- Gőz (1970)
- Szeget szeggel («Око за око», 1972)
- 32 nevem volt (1972)
- Színház a Cethal hátán (1973)
- Crescendo (1975)
- Székhistória (1975)
- Bertalannapi vásár (1975)
- Jelenet szöveg nélkül II (1979)